# Graphium codrus
Graphium codrus, được tìm thấy ở Philippines, Celebes và Quần đảo Solomon là một loài bướm thuộc họ Bướm phượng.

## Hình ảnh

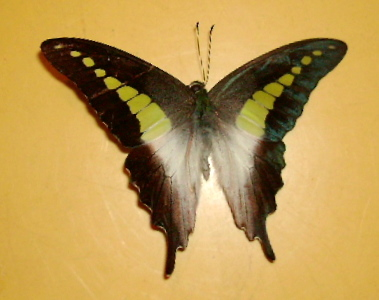
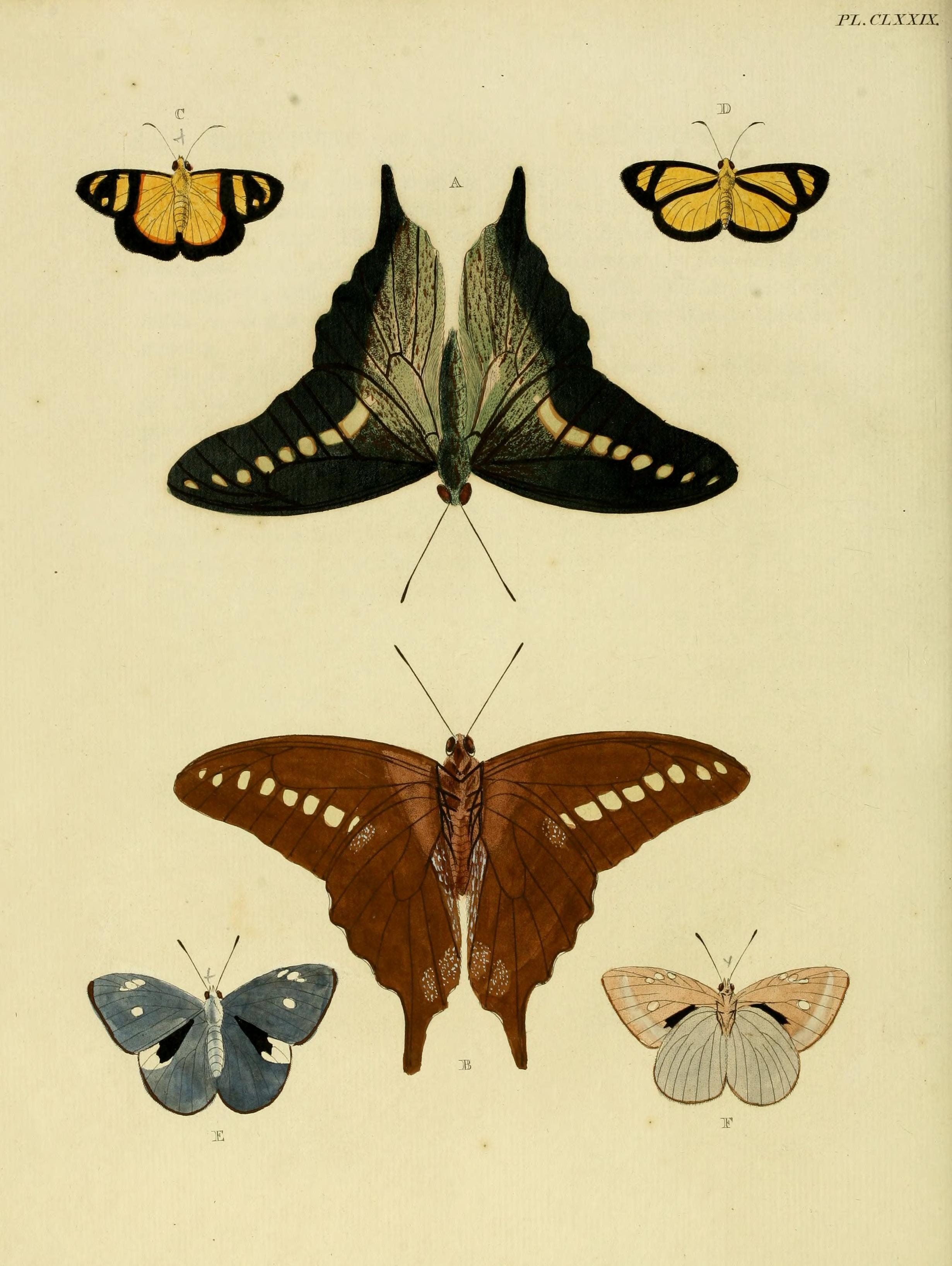
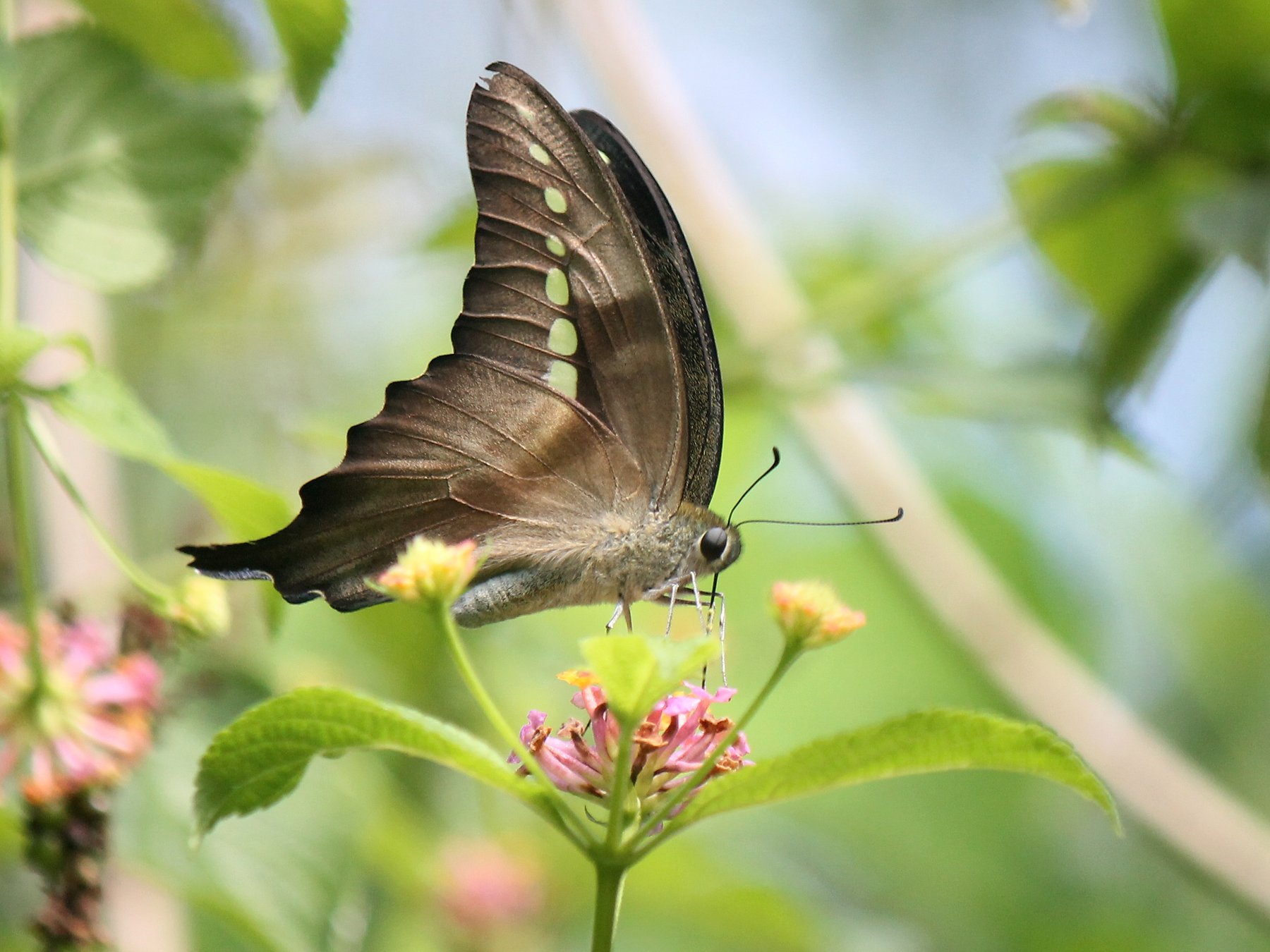
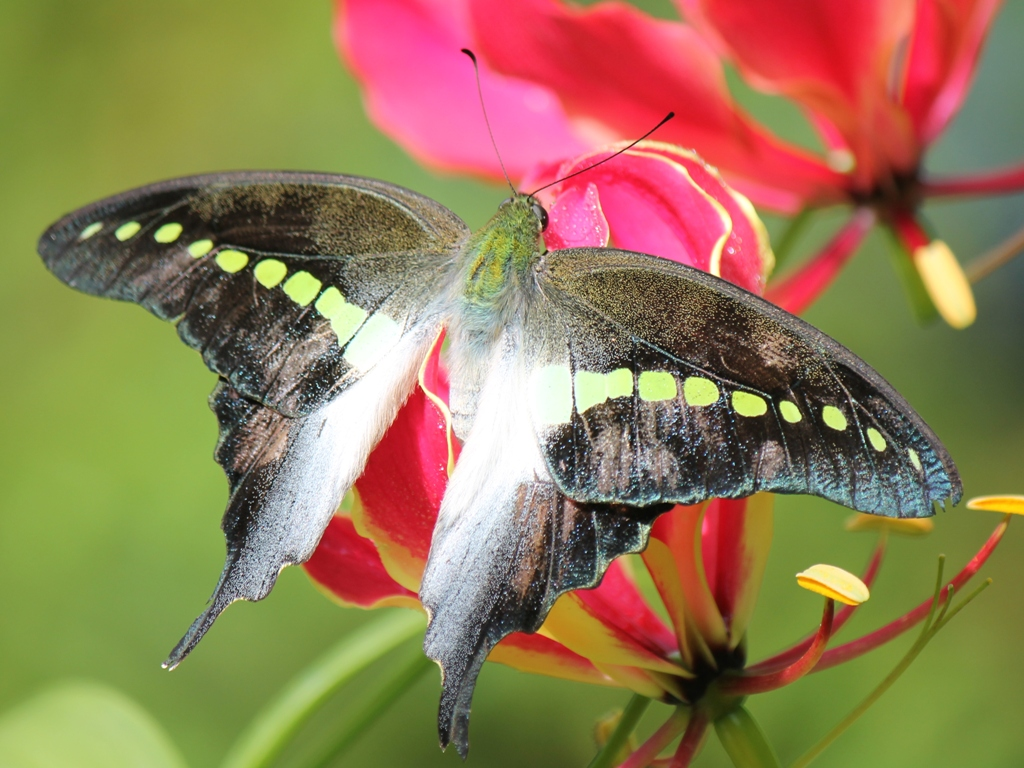